# Oedothorax insulanus
Oedothorax insulanus là một loài nhện trong họ Linyphiidae.
Loài này thuộc chi Oedothorax. Oedothorax insulanus được Kap Yong Paik miêu tả năm 1980.